# Mambrillas de Lara
Mambrillas de Lara è un comune spagnolo di 52 abitanti situato nella comunità autonoma di Castiglia e León.

## Località
Il comune comprende le seguenti località:
- Cubillejo de Lara
- Mambrillas (capoluogo)
- Quintanilla de las Viñas